# Articolo 50 del Trattato sull'Unione europea
L'articolo 50 del Trattato sull'Unione europea fissa il processo che deve essere seguito dagli Stati membri che desiderino uscire dall'Unione europea.

## Storia
Nei Trattati di Roma del 1957, che istituirono la Comunità economica europea, non era prevista una normativa per il recesso, sia perché all'epoca si pensava che il processo d'integrazione fosse destinato a crescere, sia perché si riteneva che si sarebbe potuto ricorrere al diritto internazionale. Si comincia a discutere dell'eventualità di prevedere una procedura di recesso verso gli anni '80, a causa della crisi economica e della tensione con il governo di Margaret Thatcher. In quegli anni Altiero Spinelli promuove "Il progetto di trattato che istituisce l'unità europea”, un documento da lui pubblicato nel 1984 e conosciuto come "Progetto Spinelli". Fu nei lavori preparatori di quel documento che per la prima volta si parla della possibilità di introdurre un diritto al recesso, anche se poi non fu introdotto nella stesura finale.
Negli anni 2000 con la Dichiarazione di Laeken e il progetto Penelope si lavorò per elaborare un progetto di Costituzione europea. In questo progetto l'articolo I-60 prevedeva una procedura molto simile all'attuale. Poiché la costituzione non fu adottata, il Consiglio europeo del 21 e 22 giugno 2007 decise di adottare un nuovo trattato che abbandonasse tutti gli aspetti costituzionali ma che regolasse gli aspetti tecnici. Il nuovo trattato fu firmato a Lisbona il 13 dicembre 2007.
Il Trattato di Lisbona introdusse alcune novità fra cui l'articolo 49A riguardante il diritto di recesso. Il trattato di Lisbona entrò in vigore il 1º dicembre del 2009.
A seguito delle modifiche operate dal nuovo trattato, si è reso necessario riordinare i testi, e il 26 ottobre 2012 è stato pubblicato sulla Gazzetta ufficiale dell'Unione europea, il Trattato sull'Unione europea in cui è inglobato il nuovo articolo sul recesso dall'Unione, l'articolo 50. A questo articolo ha ricorso per la prima volta il Regno Unito, il 29 marzo 2017.

## Procedura
Lo Stato membro che decide di recedere dall'Unione deve notificarlo al Consiglio europeo. Una volta notificato, il Consiglio dell'Unione europea negozia le modalità di recesso e designa il negoziatore sulla base dell'articolo 218, paragrafo 3 del Trattato sul funzionamento dell'Unione europea, votando a maggioranza qualificata previa approvazione del Parlamento europeo. A partire dalla data di entrata dell'accordo, i trattati non sono più applicabili allo Stato uscente e questo sarà trattato come Stato terzo. Nel caso di mancato accordo, il limite massimo è di due anni dalla notifica dell'articolo 50, delle proroghe sono possibili, qualora siano decise all'unanimità dal Consiglio europeo e con l'accordo dello Stato membro interessato.
Il paragrafo 4 dell'articolo 50 prevede che durante tutto il periodo di negoziato, il membro del Consiglio Europeo e del Consiglio che rappresenta lo Stato uscente non prende parte alla decisioni che lo riguardano.
L'articolo 50 del Trattato sull'Unione europea stabilisce che:
2.   Lo Stato membro che decide di recedere notifica tale intenzione al Consiglio europeo. Alla luce degli orientamenti formulati dal Consiglio europeo, l'Unione negozia e conclude con tale Stato un accordo volto a definire le modalità del recesso, tenendo conto del quadro delle future relazioni con l'Unione. L'accordo è negoziato conformemente all'articolo 218, paragrafo 3 del trattato sul funzionamento dell'Unione europea. Esso è concluso a nome dell'Unione dal Consiglio, che delibera a maggioranza qualificata previa approvazione del Parlamento europeo.
3.   I trattati cessano di essere applicabili allo Stato interessato a decorrere dalla data di entrata in vigore dell'accordo di recesso o, in mancanza di tale accordo, due anni dopo la notifica di cui al paragrafo 2, salvo che il Consiglio europeo, d'intesa con lo Stato membro interessato, decida all'unanimità di prorogare tale termine.
4.   Ai fini dei paragrafi 2 e 3, il membro del Consiglio europeo e del Consiglio che rappresenta lo Stato membro che recede non partecipa né alle deliberazioni né alle decisioni del Consiglio europeo e del Consiglio che lo riguardano.
Per maggioranza qualificata s'intende quella definita conformemente all'articolo 238, paragrafo 3, lettera b) del trattato sul funzionamento dell'Unione europea.
5.   Se lo Stato che ha receduto dall'Unione chiede di aderirvi nuovamente, tale richiesta è oggetto della procedura di cui all'articolo 49.»